# 2003年多明尼加地震
2003年多明尼加共和國地震發生於當地時間9月22日凌晨0時45分37秒（协调世界时凌晨4時45分37秒），震級為矩震級6.4級，最大烈度为修訂麥加利地震烈度為VII度（非常強烈）。

## 地震
地震發生在多明尼加共和國北岸，位於普拉塔港省卢佩龙附近，或聖地牙哥以北約64公里。海地太子港和波多黎各西部也有震感。研究表明，這是沿北美洲板塊和加勒比板塊邊界向西傳遞的一系列地震之一。

## 破壞和傷亡
地震破壞距離震央最近的普拉塔港的許多建築物，其中包括兩所學校。在當地的一堵牆倒塌，導致車輛無法通行，學校遭到破壞。在聖地牙哥，多所學校遭到破壞，機場暫時關閉，但隨後又恢復營運。當地兩家醫院的病人已被疏散，但並無造成結構性破壞，他們能夠返回室內。在納瓜，學校的牆壁和地板出現裂縫，牆壁和地板受損，當地一間醫院的屋頂倒塌。據報在聖克里斯托瓦爾和科圖伊的學校受到輕微破壞。地震造成三人死亡，其中兩人因心臟病發作而身亡，也有數十人受傷。

## 外部連結
- The International Seismological Centre has a bibliography and/or authoritative data for this event.